# Alternaria gypsophilae
Alternaria gypsophilae är en svampart som beskrevs av Neerg. 1945. Alternaria gypsophilae ingår i släktet Alternaria och familjen Pleosporaceae. Inga underarter finns listade i Catalogue of Life.